# Аполлон Нордманна
Аполлон Нордманна (лат. Parnassius nordmanni) — дневная бабочка семейства Парусники (Papilionidae). Встречается только в субальпийском и альпийском поясах Большого и Малого Кавказа.

## Происхождение названия
Видовое название дано в честь Нордманна Александра Давидовича — русского зоолога, исследователя фауны юга России и Кавказа, сборщика типовой серии данного вида.

## Морфологическое описание
Бабочка крупнее среднего размера. Длина переднего крыла в пределах 25—38 мм. Размах крыльев 50—57 мм.
Голова, переднеспинка и брюшко густо покрыты длинными волосками сероватого цвета. Усики чёрного цвета, короткие.
Крылья мучнисто-белого цвета, слегка желтоватого оттенка, с полупрозрачным внешним полем и вершиной. Переднее крыло сверху несёт два крупных чёрных пятна — в середине центральной ячейки и на дискальной жилке, костальный край которых в рассеянном чёрном опылении. Задние крылья с парой округлых пятен кирпично-красного цвета, окольцованных чёрным ободком. Анальный край нижних крыльев в густом чёрном опылении. У самок чёрные элементы и опыление передних крыльев развиты более выражено, а прозрачные поля на крыльях шире. На задних крыльях периодически имеются также ещё 1—2 красных пятна меньшего размера. Брюшко блестящее, слабо опушено волосками.

## Распространение
Высокогорья Большого Кавказа и Малого Кавказа, Северо-восточная Турция. Ареал включает субальпийскую, альпийскую и субнивальную зоны Большого и частично — Малого Кавказа, а также несколько хребтов на северо-востоке Турции. На территории России вид обитает в Краснодарском крае, Карачаево-Черкесии, Северной Осетии — Алании, Кабардино-Балкарии, Чечне, Дагестане.

## Местообитания и время лёта
Хортофильный моновольтинный мезофильный вид. Населяет высокогорные районы на высоте от 2000 до 3500 и даже 4000 метров над уровнем моря.
Время лёта растянуто с конца июня по первую декаду сентября. Начинается оно на южных склонах хребтов широтного направления. Позже других появляются бабочки в пригребневых цирках северной экспозиции. Встречаются на субальпийских лугах вплоть до верхней границы буково-пихтовых лесов. Населяет также альпийские луга, встречается верхней части субальпийского и в субнивальном поясах.

## Особенности биологии и экологии
Самки преимущественно оседлые, держатся поблизости от растений. Самцы перемещаются более активно, удаляясь на сотни метров от мест выплода. Самцы планируют на бреющем полете вниз или вдоль склонов гор, в поисках самок . Бабочки кормятся нектаром различных видов травянистых растений. В пасмурную погоду бабочки малоактивны и неактивны, будучи потревоженными резко расправляют крылья, демонстрируя яркие пятна. При этом они издают шуршащий звук, скребя ножками по нижней поверхности своих крыльев.

## Жизненный цикл
Узкий олигофаг на альпийских представителях растений рода хохлатки (Corydalis) (Fumariaceae). Оплодотворенные самки откладывают до 50 яиц — поштучно, откладывая их яйцекладом вглубь куртин растений или вблизи от кормовых растений. Зимуют гусеницы первого возраста или яйца с полностью сформировавшимися гусеницами. Развитие их продолжается после схода снега. За год развивается одно поколение. Гусеницы питаются молодыми растения с земли, редко забираясь на само растение. Питаются гусеницы преимущественно днем. Особенностью развития гусениц данного вида являются большие — до 2 — 3 часов промежутки между кормёжками. В случае опасности гусеницы выворачивают парную железу, запрокидывая голову и выделяя каплю жидкости из желудка, подрагивая при этом грудными ногами. К концу пятого возраста гусеницы достигают длины до 27 мм. За год развивается одно поколение.
Метаморфоз особей локальной популяции протекает различными темпами. Нормальным является одновременное присутствие в пределах участка обитания гусениц различного возраста, куколок, имаго и яиц. Окукливание происходит на поверхности земли недалеко от кормовых растений, между камнями или стеблями растений. Куколка обычно располагают на открытых, хорошо прогреваемых участках и находится в тонком пергаментном коконе желтоватого цвета. При благоприятных погодных и температурных условиях стадия куколки занимает около месяца

### Кормовые растения гусениц
Гусеницы питаются растениями рода Хохлатка (Corydalis): альпийская (C. alpestris), коническикорневая (C. conorhiza), Эмануэля (C. emanueli), кавказская (C.caucasica), Маршалла (C. marschalliana).

## Подвиды и формы[1]

### Подвиды
- Parnassius nordmanni bogosi(Bang-Haas, 1934)
- Parnassius nordmanni christophi (Bryk & Eisner, 1932)
- Parnassius nordmanni pataraeus (Westwood, 1852)
- Parnassius nordmanni thomai (de Freina, 1980)
- Parnassius nordmanni trimaculata (Schaposchnikow, 1904)

### Формы
- Parnassius nordmanni var. minimus (Honrath, 1885)
- Parnassius nordmanni var. ochroleuca (Austaut, 1911)

## Численность
Плотность локальных популяций данного вида колеблется от нескольких пар до 40 особей на гектар во время разгара периода лёта. Как правило отмечаются единичные особи, но иногда наблюдаются скопления бабочек, когда одновременно можно видеть до десяти экземпляров.

## Охрана
Вид был включен в Красную книгу СССР с категорией «III. Сокращающиеся в численности виды». Включен в Приложение 2 к Красной книге Российской Федерации — Перечень объектов животного мира, нуждающихся в особом внимании к их состоянию в природной среде.